# 鮑爾迪鎮 (新墨西哥州)
鮑爾迪鎮（英語：Baldy Town）是位於美國新墨西哥州科爾法克斯縣的鬼鎮。

## 歷史
鮑爾迪鎮的郵局於1888年設立，其後於1926年停運。

## 地理
鮑爾迪鎮所處的海拔為高於海平面2574米（即8445英呎），而該地所採用的時區為UTC-7，即北美山地时区（MST）。同時該地設有夏令時間，為UTC-7調快一小時，即UTC-6（MDT）。